# Perdita idahoensis
Perdita idahoensis är en biart som beskrevs av Timberlake 1958. Perdita idahoensis ingår i släktet Perdita och familjen grävbin. Inga underarter finns listade i Catalogue of Life.